# Velîka Rișnivka, Șepetivka
Velîka Rișnivka (în ucraineană Велика Рішнівка) este localitatea de reședință a comunei Velîka Rișnivka din raionul Șepetivka, regiunea Hmelnîțkîi, Ucraina.

## Demografie
Componența lingvistică a localității Velîka Rișnivka
     Ucraineană (97,21%)
     Rusă (2,79%)
Conform recensământului din 2001, majoritatea populației localității Velîka Rișnivka era vorbitoare de ucraineană (97,21%), existând în minoritate și vorbitori de rusă (2,79%).